# Стоквілл (Небраска)
Стоквілл (англ. Stockville) — селище (англ. village) в США, в окрузі Фронтьєр штату Небраска. Населення — 25 осіб (2010).

## Географія
Стоквілл розташований за координатами 40°32′1″ пн. ш. 100°23′4″ зх. д. / 40.53361° пн. ш. 100.38444° зх. д. (40.533628, -100.384431).  За даними Бюро перепису населення США в 2010 році селище мало площу 0,68 км², уся площа — суходіл.

## Демографія
Згідно з переписом 2010 року, у селищі мешкало 25 осіб у 11 домогосподарстві у складі 8 родин. Густота населення становила 37 осіб/км².  Було 19 помешкань (28/км²).
Расовий склад населення:
| - 96,0 % — білих - 4,0 % — осіб інших рас |

До двох чи більше рас належало 0,0 %. Частка іспаномовних становила 4,0 % від усіх жителів.
За віковим діапазоном населення розподілялося таким чином: 20,0 % — особи молодші 18 років, 40,0 % — особи у віці 18—64 років, 40,0 % — особи у віці 65 років та старші. Медіана віку мешканця становила 62,8 року. На 100 осіб жіночої статі у селищі припадало 92,3 чоловіків;  на 100 жінок у віці від 18 років та старших — 81,8 чоловіків також старших 18 років.
Цивільне працевлаштоване населення становило 7 осіб. Основні галузі зайнятості: роздрібна торгівля — 28,6 %, освіта, охорона здоров'я та соціальна допомога — 28,6 %, будівництво — 28,6 %.